# Karen Krantzcke
Karen Krantzcke (* 1. Februar 1947 in Brisbane; † 11. April 1977 in Tallahassee, Florida) war eine australische Tennisspielerin.

## Karriere
Im Jahr 1968 gewann sie mit ihrer Landsfrau Kerry Melville das Damendoppel der australischen Tennismeisterschaften (heute Australian Open). Sie besiegten Judy Tegart und Lesley Turner in drei Sätzen.
Von 1966 bis 1970 spielte Krantzcke für die australische Federation-Cup-Mannschaft insgesamt zwölf Partien mit einer positiven Bilanz von 4:1 im Einzel; im Doppel gewann sie alle ihre sieben Einsätze. 1970 gewann sie den Federation Cup.
Die von der WTA vergebene Auszeichnung Karen Krantzcke Sportsmanship Award ist nach ihr benannt.
Karen Krantzcke starb 1977 im Alter von 30 Jahren beim Joggen.

## Turniersiege

### Doppel
| Nr. | Datum       | Turnier                  | Kategorie  | Belag | Partnerin      | Finalgegnerinnen          | Ergebnis      |
| --- | ----------- | ------------------------ | ---------- | ----- | -------------- | ------------------------- | ------------- |
| 1.  | Januar 1968 | Australian Championships | Grand Slam | Rasen | Kerry Melville | Judy Tegart Lesley Turner | 6:4, 3:6, 6:2 |